# 花邊教主
《花邊教主》（英語：Gossip Girl）是由美國作家賽絲兒·馮·齊格薩所寫的系列小說。Gossip Girl在小說中是敘述者的筆名，本書同時也是該系列小說的第一本。2007年，由本書所改編的電視劇集開始在美國CW電視台播出，Gossip Girl系列還有衍生出另外兩個系列小說《The It Girl》以及《Gossip Girl: The Carlyles》。

## 情節簡介
在美國紐約市曼哈頓的上東城（Upper East Side）的一所私立男、女學校，大部分的學生都是富家子弟。故事描述他們之間的愛恨情仇及在生活中的種種八卦。

## 主要角色

### Blair Waldorf
- 她被描述為一個5尺4寸高，苗條，有一雙亮晶晶的藍眼睛女生。
- 她十分聰明和有決心，經常參與課外活動。
- 在頭三本書中，她有一把長粟色的頭髮，但在Because I'm Worth It的情節中剪掉了。
- 她擁有潑辣及控制人的性格，崇拜柯德莉·夏萍(奧黛莉·赫本)。
- 她很渴望成為電影中的女主角，經常看電影《珠光寶氣》(第凡內早餐)（Breakfast at Tiffany's），十分貪慕虛榮。
- Serena經常令她感到沒有安全感，在第一本書中，當Serena回來了，她感到非常之不情願，因為這表示她需要讓出當Serena不在時，她所擁有的「女王」位置。
- Blair利用自己的個人魅力，金錢和社會地位去獲取自己想得到的東西。
- 她的父親很疼愛她，他令Blair以為自己應得到自己想要的東西。
- 她和Nate有一段不穩定的關係，曾令Serena及Jenny有機可乘。
- 她正在紐約大學就讀。她在電視劇中由麗頓·麥斯達所飾演。
- 她深愛chuck bass(白齊克)。
- 在第五季中,她與Dan發生了關係並成為了男女朋友。

### Serena van der Woodesen
- 她被描述為一個有一把長淡金色的頭髮，5尺7寸高，有一雙藍眼睛的女生。
- 在書中，她時常被形容為「完美」。身形苗條，有一種優雅的美。
- 就像她的間歇性好友Blair Waldorf，在紐約社會中，她和她的家人都是很顯赫的。
- 她一直向她的情人說謊，當中包括Nate Archibald、Dan Humphrey、Aaron Rose及一些在耶魯大學的傾慕者。
- 儘管她備受男性注意，她始終渴望真愛。她經常談戀愛，但沒有一次是比較認真的。
- 她沒有像Blair般的緊張和要求多多。她很容易得到自己想要的東西，這令到很多人嫉妒。
- Jenny Humphrey十分崇拜她，雖然她們有很大的差異，Jenny很想變成像她一樣。
- 她經常被發現她的八卦的同學批評，但是他們都痛恨她的美貌和她吸引男性的能力。
- 她在電視劇中由布娜克·利夫尼所飾演。
- 紐約上流社會知名名媛莉蒂亞·赫斯特-蕭被認為是Serena van der Woodsen的原形。

### Nate Archibald
- 他是一個富有、英俊的男子袋棍球成員。
- 他被描述為一個有金褐色曲髮和一雙綠眼睛的男生。
- 他的母親是法國社會名媛，而他的父親是一個前海軍指揮官。
- 他經常與女生約會，當中包括Serena van der Woodsen、Jenny Humphrey、Vanessa Abrams 、L'Wrenand以及來自漢普頓的Tawny，但是他唯一認真對待的女朋友是Blair Waldorf、Vanessa Abrams 和Serena van der Woodsen。
- 他最後選擇與父親乘坐帆船環遊世界，因為他不能在Blair與Serena之間作出抉擇。
- 他在電視劇中由查斯·歌羅馥所飾演。

### Dan Humphrey
- 他是一個瘦削、敏感的咖啡迷和詩人，他經常看見事情的陰暗面。
- 他是一個很浪漫，想像力豐富的人，過度分析和容易受挫。
- 他曾與Vanessa Abrams在一起，但他經常不是一位最佳男朋友。之後他跟Serena van der Woodsen談戀愛。
- 在第五季中,他不知不覺愛上了Blair,而且經常在她身邊守護她。
- 他跟他的妹妹Jenny和父親Rufus關係良好。
- 在他與Vanessa Abrams在一起之前，他曾對自己的性取向有所混亂，亦曾跟一個叫Greg的男子在一起。
- 在最後的書中，他的母親因為相信他是同性戀者而回來。
- 他正在The Evergreen State College就讀。他在電視劇中由潘·巴支利所飾演。

### Jenny Humphrey
- Dan Humphrey的妹妹，十四歲的她是最年輕的Gossip Girl角色。
- 她被描述為一個有一把咖啡色曲髮，4尺11寸高，有一雙褐色眼睛的女生。
- 她是一個滿懷大志的人，很想變成一個像Serena van der Woodsen的模特兒，她們最後變成朋友。
- 她有DD尺寸的胸部，這對她是一個問題，而這個也是她與Serena最大的分別。
- 她經常嘗試融入富家女的圈子，雖然她在那個圈子並沒有佔一藉位。
- 她不時出現一些異常的行為而建立自己的形象，例如一次偶然的照片攝影伴著一個標題"Does Breast Size Matter?"（胸部的尺寸重要嗎?）。允許自己與Nate Archibald的私人影片在互聯網上傳佈。
- 在她被Constance Billard School for Girls踢出校後，她便沒有再上學。
- 她現在是Cecily von Ziegesar所寫的另一系列小說《The It Girl》的主角。
- 她在電視劇中由泰萊·麥遜所飾演。

### Vanessa Abrams
- 她被描述為一個很白的人，她自己修剪自己的頭髮。
- 她是一個初級電影製作人
- 她的父母住在佛蒙特州，是嬉皮藝術家。
- 她與Dan Humphrey、 Nate Archibald有一段複雜關係。
- 在最後的書中，她就讀紐約大學。
- 她在電視劇中由謝茜嘉·蘇佐所飾演。

## 電視劇
在電視中劇名仍稱為「Gossip Girl」，在美國CW電視網及香港的J2台播出，製作人由曾寫過The O.C.的Josh Schwartz擔任，同時也擔任編劇一職。在劇中由布娜克·利夫尼飾演Serena van der Woodesen，
麗頓·麥斯達飾演Blair Waldorf，由潘·巴支利飾演Dan Humphrey，Nate Achibald由查斯·歌羅馥所飾演，泰萊·麥遜飾演Jenny Humphrey，而演員克莉絲汀·貝爾則扮演「Gossip Girl」本身。

## 花邊教主書籍
1. Gossip Girl
2. You Know You Love Me
3. All I want Is Everything
4. Because I'm Worth It
5. I Like It Like That
6. You're the One That I Want
7. Nobody Does it Better
8. Nothing Can Keep Us Together
9. Only in Your Dreams
10. Would I Lie To You
11. Don't You Forget About Me
12. I Will Always Love You

## 外部連結
- Official Gossip Girl Facebook Page （页面存档备份，存于）